# حمله روسیه به اوکراین
در ۲۴ فوریه ۲۰۲۲، روسیه به اوکراین حمله کرد و بزرگ‌ترین و مرگبارترین جنگ اروپا از زمان جنگ جهانی دوم را آغاز نمود؛ جنگی که تشدید چشمگیری در مناقشه میان دو کشور از سال ۲۰۱۴ به‌شمار می‌رفت. این درگیری باعث صدها هزار تلفات نظامی و ده‌ها هزار تلفات غیرنظامی اوکراینی شده است. تا سال ۲۰۲۵، نیروهای روسیه حدود ۲۰ درصد از خاک اوکراین را در اشغال دارند. از جمعیت ۴۱ میلیونی اوکراین، تا آوریل ۲۰۲۳ حدود ۸ میلیون نفر در داخل کشور آواره و بیش از ۸٫۲ میلیون نفر از کشور گریخته‌اند و بزرگ‌ترین بحران پناهجویان اروپا از زمان جنگ جهانی دوم را رقم زده‌اند.
در اواخر سال ۲۰۲۱، روسیه نیروهای خود را در نزدیکی مرزهای اوکراین مستقر کرد و درخواست‌هایی را از غرب مطرح نمود، از جمله ممنوعیت پیوستن اوکراین به ائتلاف نظامی ناتو. ولادیمیر پوتین، رئیس‌جمهور روسیه، پس از آنکه بارها داشتن برنامه‌ای برای حمله به اوکراین را انکار کرد، در ۲۴ فوریه ۲۰۲۲ آغاز یک «عملیات نظامی ویژه» را اعلام نمود و گفت که هدف آن حمایت از جمهوری‌های جدایی‌طلب دونتسک و لوهانسک است؛ جمهوری‌هایی که نیروهای شبه‌نظامی آن‌ها از سال ۲۰۱۴ در جنگ در دونباس با اوکراین می‌جنگیدند. پوتین دیدگاه‌های الحاق‌طلبانه و امپریالیستی مطرح کرد که مشروعیت اوکراین به‌عنوان یک کشور را به چالش می‌کشید، بی‌اساس ادعا کرد که دولت اوکراین نئونازی‌هایی هستند که علیه اقلیت روس در دونباس دست به نسل‌کشی می‌زنند و گفت هدف روسیه «غیرنظامی‌سازی و نئونازی‌زدایی» اوکراین است. حملات هوایی روسیه و تهاجم زمینی از جبهه شمالی (از بلاروس به سوی پایتخت، کی‌یف)، جبهه جنوبی (از کریمه)، و جبهه شرقی (از دونباس و به سوی خارکوف) آغاز شد. اوکراین حکومت نظامی برقرار کرد، دستور بسیج عمومی داد و روابط دیپلماتیک خود با روسیه را قطع کرد.
نیروهای روسیه تا آوریل ۲۰۲۲، پس از مواجهه با مقاومت شدید و مشکلات لجستیکی، از شمال و حومه کی‌یف عقب‌نشینی کردند. پس از خروج آن‌ها، کشتار بوچا فاش شد. در جنوب شرقی، روسیه حمله‌ای را در دونباس آغاز کرد و پس از محاصره‌ای ویرانگر، ماریوپل را تصرف نمود. روسیه همچنان به بمباران اهداف نظامی و غیرنظامی دور از خط مقدم ادامه داد و در ماه‌های زمستان به شبکه انرژی حمله کرد. در اواخر ۲۰۲۲، اوکراین ضدحملات موفقی را در جنوب و شرق اجرا کرد و بخش اعظم استان خارکوف را آزاد ساخت. اندکی بعد، روسیه چهار استان را که بخشی از آن‌ها در اشغال بود، به‌طور غیرقانونی ضمیمه کرد. در نوامبر، اوکراین خرسون را آزاد کرد. در ژوئن ۲۰۲۳، اوکراین ضدحمله دیگری را در جنوب شرقی آغاز کرد، اما دستاورد چندانی نداشت. پس از پیشروی‌های کوچک اما پیوسته روسیه در شرق در نیمه نخست ۲۰۲۴، اوکراین در اوت همان سال حمله‌ای فرامرزی به استان کورسک روسیه که آن‌جا سربازان کره شمالی برای کمک به روسیه اعزام شده بودند انجام داد. دفتر حقوق بشر سازمان ملل گزارش داد که روسیه در مناطق اشغالی اوکراین مرتکب نقض‌های شدید حقوق بشر شده است. هزینه مستقیم جنگ برای روسیه بیش از ۴۵۰ میلیارد دلار آمریکا بوده است.
این تهاجم با محکومیت بین‌المللی گسترده روبه‌رو شد. مجمع عمومی سازمان ملل متحد قطعنامه‌ای را برای محکوم کردن این حمله و درخواست خروج کامل نیروهای روسیه تصویب کرد. دیوان بین‌المللی دادگستری دستور توقف عملیات نظامی را صادر کرد و شورای اروپا روسیه را اخراج نمود. بسیاری از کشورها علیه روسیه و متحدش بلاروس تحریم‌هایی اعمال کرده و کمک‌های گسترده انسانی و نظامی در اختیار اوکراین قرار دادند. کشورهای بالتیک و لهستان، روسیه را دولت تروریستی اعلام کردند. در سراسر جهان تظاهراتی برگزار شد و معترضان ضد جنگ در روسیه با بازداشت‌های گسترده و سانسور بیشتر رسانه‌ها مواجه شدند. حملات روسیه به غیرنظامیان منجر به طرح اتهام نسل‌کشی شده است. اختلالات ناشی از جنگ در کشاورزی و حمل‌ونقل دریایی اوکراین به بحران غذایی جهانی دامن زد؛ همچنین آسیب‌های زیست‌محیطی محلی ناشی از جنگ به‌عنوان «بوم‌کُشی» توصیف شده و جنگ سیاست جهانی مقابله با تغییرات اقلیمی را به شدت مختل کرده است. دیوان کیفری بین‌المللی تحقیقاتی را دربارهٔ جنایت علیه بشریت، جنایات جنگی، کودک‌ربایی اوکراین و نسل‌کشی علیه اوکراینی‌ها آغاز کرد. این دادگاه حکم بازداشت پوتین و پنج مقام دیگر روس را صادر کرد.

## پیش‌زمینه
پس از انحلال اتحاد جماهیر شوروی در سال ۱۹۹۱، اوکراین و روسیه همچنان روابط نزدیک خود را حفظ کردند. در سال ۱۹۹۴، اوکراین موافقت کرد که زرادخانه هسته‌ای خود را کنار بگذارد و تفاهم‌نامه بوداپست در مورد تضمین‌های امنیتی را، مشروط بر اینکه روسیه، بریتانیا و ایالات متحده در برابر تهدید یا استفاده از زور علیه تمامیت ارضی یا استقلال سیاسی اوکراین تضمین کنند که از این کشور دفاع خواهند کرد، امضا کرد. پنج سال بعد، روسیه به‌عنوان یکی از امضاکنندگان منشور امنیت اروپا، در آن «حق ذاتی هر یک از کشورهای شرکت کننده برای آزادی انتخاب یا مناسبات امنیتی خود، از جمله توافق‌ها و تعهدها»، را دوباره تأیید کرد.
اوکراین علیرغم اینکه از سال ۱۹۹۱ به‌عنوان یک کشور مستقل به‌رسمیت شناخته شده بود، به‌عنوان یک جمهوری تشکیل‌دهنده اتحاد جماهیر شوروی سابق، توسط رهبری روسیه به‌عنوان بخشی از حوزه نفوذ آن تلقی می‌شد. در سال ۲۰۰۸، ولادیمیر پوتین، رئیس‌جمهور روسیه، علیه پیوستن احتمالی اوکراین به سازمان پیمان آتلانتیک شمالی (ناتو) سخنرانی کرد. در سال ۲۰۰۹، یولیان چیفو، تحلیلگر رومانیایی و همکارانش گفتند که روسیه نسخه به‌روز شده دکترین برژنف را در رابطه با اوکراین دنبال می‌کند، که بر پایه آن حاکمیت اوکراین نمی‌تواند بزرگتر از حاکمیت کشورهای عضو پیمان ورشو پیش از فروپاشی حوزه نفوذ شوروی در اواخر دهه ۱۹۸۰ و اوایل دهه ۱۹۹۰ باشد. این دیدگاه بر این فرض بنا شده است که اقدامات روسیه برای آرام کردن غرب در اوایل دهه ۱۹۹۰ باید با واکنش متقابل غرب، بدون گسترش ناتو در امتداد مرز روسیه همراه می‌شد.
پس از هفته‌ها اعتراض در غالب جنبش یورومیدان (انقلاب نارنجی اوکراین) (۲۰۱۳–۲۰۱۴)، ویکتور یانوکوویچ، رئیس‌جمهور هوادار روسیه و رهبران مخالف پارلمانی اوکراین در ۲۱ فوریه ۲۰۱۴ توافقنامه‌ای را امضا کردند که خواستار برگزاری انتخابات زودهنگام بود. روز بعد، یانوکوویچ پیش از رای‌گیری استیضاح از کی‌یف گریخت که باعث سلب اختیارات او به‌عنوان رئیس‌جمهور شد. رهبران مناطق شرقی روس‌زبان اوکراین همچنان وفاداری خود را به یانوکوویچ اعلام کردند، که باعث رخ دادن ناآرامی‌هایی از طرف هواداران روسیه در سال ۲۰۱۴ در اوکراین شد. این ناآرامی‌ها با الحاق کریمه به روسیه در مارس ۲۰۱۴ و جنگ در دونباس، که در آوریل ۲۰۱۴ با ایجاد جمهوری خلق دونتسک و لوهانسک توسط روسیه آغاز شد، دنبال شد.
در ۱۴ سپتامبر ۲۰۲۰، رئیس‌جمهور اوکراین، ولودیمیر زلنسکی، استراتژی جدید امنیت ملی اوکراین را «که گسترش مشارکت متمایز با ناتو را با هدف عضویت در ناتو فراهم می‌کند»، تصویب کرد در ۲۴ مارس ۲۰۲۱، زلنسکی فرمان شماره ۱۱۷/۲۰۲۱ را امضا کرد که "استراتژی خلع اشغال و ادغام مجدد سرزمین‌های موقتاً اشغال شده جمهوری خودمختار کریمه و شهر سواستوپل " را تصویب کرد.
در ژوئیه ۲۰۲۱، پوتین مقاله‌ای با عنوان «وحدت تاریخی روس‌ها و اوکراینی‌ها» منتشر کرد که در آن دوباره دیدگاه خود را مبنی‌بر اینکه روس‌ها و اوکراینی‌ها «یک ملت» هستند، تکرار کرد. تیموتی اسنایدر، تاریخ‌شناس آمریکایی، عقاید پوتین را امپریالیسم توصیف کرد. ادوارد لوکاس روزنامه‌نگار بریتانیایی آن را بازبینی تاریخی توصیف کرد. ناظران دیگر خاطرنشان کرده‌اند که رئیس‌جمهور روسیه دیدگاهی تحریف شده از اوکراین نوین و تاریخ آن دارد.
روسیه گفته است که پیوستن احتمالی اوکراین به ناتو و به‌طور کلی گسترش ناتو امنیت ملی این کشور را تهدید می‌کند. در مقابل، اوکراین و سایر کشورهای اروپایی همسایه، روسیهٔ پوتین را به تلاش برای احیای امپراتوری روسیه/اتحاد جماهیر شوروی و به‌دنبال آن سیاست‌های نظامی تهاجمی متهم کرده‌اند.

## پیش‌درآمد تهاجم
درگیری با گردآوری نیروهای نظامی در مقدار زیاد، ابتدا از مارس تا آوریل ۲۰۲۱ و سپس از اکتبر ۲۰۲۱ تا فوریه ۲۰۲۲ آغاز شد. در طول دومین گردآوری نظامی، روسیه خواسته‌هایی را به ایالات متحده و ناتو ارائه کرد که از جمله آن دو پیش‌نویس بود که شامل درخواست‌هایی برای آنچه از آن به عنوان «ضمانت‌های امنیتی» یاد می‌شود، از جمله قانونی الزام‌آور مبنی بر عدم پیوستن اوکراین به ناتو و همچنین کاهش نیروهای ناتو و سخت‌افزار جنگی مستقر در اروپای شرقی بود. روسیه تهدید کرد که اگر ناتو به «رویکرد تهاجمی» ادامه دهد، پاسخ نظامی نامشخصی دریافت خواهد داد.

### اتهام‌های وارده از طرف روسیه

#### اتهام به نسل‌کشی
در ۹ دسامبر ۲۰۲۱، ولادیمیر پوتین رئیس‌جمهور روسیه، از تبعیض علیه روس‌زبانان بیرون از روسیه صحبت کرد و گفت: «باید بگویم که روسوفوبیا نخستین گام به سوی نسل‌کشی است. من و شما می‌دانیم در دنباس چه روی می‌دهد. بی‌گمان بسیار شبیه نسل‌کشی است.» روسیه همچنین قانون زبان اوکراینی را محکوم کرد. در ۱۵ فوریه ۲۰۲۲، پوتین به مطبوعات گفت: «آنچه در دونباس می‌گذرد دقیقاً نسل‌کشی است.» خبرگزاری‌ها خاطرنشان کردند که علی‌رغم اتهام پوتین به نسل‌کشی علیه بومیان روس‌زبان، رئیس‌جمهور اوکراین ولودیمیر زلنسکی، خود را روس‌زبان بومی می‌داند.
زلنسکی، رئیس‌جمهور اوکراین تاریخ تقریبی تهاجم روسیه در۱۶ فوریه را اعلام نمود که «روز اتحاد» می‌خوانیم. اوکراینی‌ها را ترغیب می‌کنم تا «پرچم‌های ملی خود را با نوارهای آبی و زرد به اهتزاز درآورند و بدین‌صورت اتحاد خود را به تمام جهان نشان دهند» و همچنین سرود ملی اوکراین را در ساعت ۱۰ صبح به وقت اروپا (UTC+۲) در مکان‌های عمومی بخوانند.
چندین سازمان جهانی، از جمله کمیساریای عالی حقوق بشر سازمان ملل، مأموران نظارتی ویژه سازمان امنیت و همکاری اروپا در اوکراین و شورای اروپا، هیچ مدرکی برای پشتیبانی از ادعاهای روسیه پیدا نکردند. اتهام نسل‌کشی توسط کمیسیون اروپا به عنوان اطلاعات نادرست روسیه رد شده است.
سفارت ایالات متحده در اوکراین ادعای نسل‌کشی روسیه را «دروغی قابل سرزنش» توصیف کرد، و ند پرایس، سخنگوی وزارت امور خارجه ایالات متحده گفت که مسکو چنین ادعاهایی را به عنوان بهانه‌ای برای حمله به اوکراین مطرح می‌کند.

#### ادعای درگیری
درگیری‌ها در دونباس در ۱۷ فوریه ۲۰۲۲ به‌شدت افزایش یافت. درحالی‌که تعداد روزانه حملات در شش هفته اول سال ۲۰۲۲ بین دو تا پنج‌بار بود، ارتش اوکراین ۶۰ حمله را در ۱۷ فوریه گزارش کرد. رسانه‌های دولتی روسیه نیز در همان روز بیش از ۲۰ حمله توپخانه‌ای به پایگاه‌های جدایی‌طلبان را گزارش کردند. به‌عنوان مثال، دولت اوکراین جدایی‌طلبان روسی را متهم کرد که با استفاده از توپخانه، مهدکودکی در استانیتسیا لوهانسکا را گلوله‌باران کردند و سه غیرنظامی را مجروح کردند. جمهوری خلق لوهانسک اعلام کرد که نیروهایش توسط دولت اوکراین با خمپاره، نارنجک‌انداز و شلیک مسلسل مورد حمله قرار گرفته‌اند.
روز بعد، جمهوری خلق دونتسک و جمهوری خلق لوهانسک دستور تخلیه اجباری غیرنظامیان از پایتخت‌های خود را صادر کردند، اگرچه اشاره گفته شده که تخلیه کامل ماه‌ها طول می‌کشد. رسانه‌های اوکراینی از افزایش شدید تیرباران توپخانه‌ای شبه‌نظامیان تحت رهبری روسیه در دونباس به‌عنوان تلاشی برای تحریک ارتش اوکراین نام بردند.
در ۲۱ فوریه، سرویس امنیت فدرال روسیه (FSB) اعلام کرد که گلوله‌باران اوکراین یک تأسیسات مرزی FSB را در ۱۵۰ متری مرز روسیه و اوکراین در استان روستوف نابود کرده است. همچنین سرویس مطبوعاتی منطقه نظامی جنوبی اعلام کرد که نیروهای روسی صبح آن روز یک گروه ۵ نفره از خرابکاران را در نزدیکی روستای میتیکایسکایا در استان روستوف، که با دو خودروی جنگی پیاده‌نظام از اوکراین به مرز نفوذ کرده بودند، منهدم کردند. اوکراین دست داشتن در هر دو حادثه را رد کرد و آنها را یک پرچم دروغین خواند. علاوه بر این، دو سرباز اوکراینی و یک غیرنظامی در اثر گلوله‌باران در روستای زیتسیف در ۳۰ کیلومتر (۱۹ مایل) شمال دونتسک کشته شدند.
در ۲۱ فوریه، نیروگاه حرارتی لوهانسک در جمهوری خودخوانده لوهانسک از سوی نیروهای ناشناس گلوله‌باران شد. اوکراین‌نیوز اعلام کرد که در نتیجه این پیشامد نیروگاه مجبور به تعطیلی شد.

### دست‌اندازی در دونباس

#### ۲۱ فوریه
در ۲۱ فوریه ۲۰۲۲، پس از به‌رسمیت شناختن جمهوری‌های دونتسک و لوهانسک از طرف روسیه، رئیس‌جمهور پوتین دستور داد نیروهای روسیه به دونباس گسیل شوند. روسیه این حرکت را «مأموریت حفظ صلح» نامید. ارتش روسیه اعلام کرد که ۵ خرابکار اوکراینی را که از مرز دو کشور رد شده‌اند کشته است، اما کی‌یف این ادعا را رد کرد. در اواخر همان روز، چندین رسانه مستقل تأیید کردند که نیروهای روسی درحال ورود به دونباس هستند.

#### ۲۲ فوریه
در ۲۲ فوریه ۲۰۲۲، جو بایدن، رئیس‌جمهور آمریکا گفت که «تهاجم روسیه به اوکراین» آغاز شده است. ینس استولتنبرگ، دبیرکل ناتو و جاستین ترودو، نخست‌وزیر کانادا، گفتند که «تهاجم بزرگ‌تری» صورت گرفته است. دیمیترو کولبا، وزیر امور خارجه اوکراین گفت: «چیزی به‌نام تهاجم جزئی، متوسط یا بزرگ وجود ندارد. تهاجم، تهاجم است.» جوزپ بورل، مسئول سیاست خارجی اتحادیه اروپا، اظهار داشت که «نیروهای روسیه به خاک اوکراین وارد شده‌اند» که «یک تهاجم تمام‌عیار نبود.»
در همان روز، شورای فدراسیون روسیه به‌اتفاق آرا به پوتین اجازه استفاده از نیروی نظامی در خارج از روسیه را داد. رئیس‌جمهور اوکراین، ولادیمیر زلنسکی نیز دستور سربازگیری از نیروهای ذخیرهٔ اوکراین را صادر کرده و بسیج عمومی اعلام کرد.
در ۲۳ فوریه، اوکراین وضعیت فوق‌العاده سراسری (به‌استثنای سرزمین‌های اشغالی در دونباس) اعلام کرد که از نیمه‌شب اجرایی شد. در همان روز روسیه شروع به تخلیه سفارت خود در کی‌یف کرد و همچنین پرچمش را از بالای ساختمان پایین آورد. تارنماهای پارلمان و دولت اوکراین به همراه وب‌سایت‌های بانکی، مورد حمله DDoS قرار گرفتند.
در ساعات نخستین ۲۴ فوریه، زلنسکی یک سخنرانی تلویزیونی احساسی انجام داد که در آن شهروندان روسیه را به‌زبان روسی خطاب قرار داده و از آن‌ها خواست تا از جنگ جلوگیری کنند.

#### شورای امنیت سازمان ملل
مداخلهٔ ۲۱ فوریه در دونباس توسط روسیه به‌طور گسترده توسط شورای امنیت سازمان ملل متحد محکوم شد و هیچ پشتیبانی دریافت نکرد. مارتین کیمانی سفیر کنیا، حرکت پوتین را با استعمار مقایسه کرد.
نشست دیگری در شورای امنیت سازمان ملل متحد در ۲۳ و ۲۴ فوریه ۲۰۲۲ تشکیل شد. روسیه در جریان نشست اضطراری شورای امنیت سازمان ملل با هدف خنثی کردن بحران، یورش به اوکراین را آغاز کرد. آنتونیو گوترش، دبیرکل سازمان ملل متحد گفت: «به صلح فرصت بدهید». روسیه درحالی‌که ریاست شورای امنیت سازمان ملل را در فوریهٔ ۲۰۲۲ برعهده داشت، به اوکراین حمله کرد و به‌عنوان یکی از پنج عضو دائمی، دارای حق وتو نیز هست.

## یورش و مقاومت

نقشه پویای مناطق تحت کنترل طرف‌ها از ۲۴ فوریه تا ۷ آوریل ۲۰۲۲

### ۲۴ فوریه
کمی پیش از ساعت ۰۵:۰۰ به وقت اوکراین (UTC+۲) (۰۶:۰۰ به وقت مسکو، UTC+۳) در ۲۴ فوریه، پوتین اعلام کرد که تصمیم به آغاز عملیات نظامی در شرق اوکراین گرفته است. پوتین در سخنرانی خود گفت هیچ برنامه‌ای برای اشغال سرزمین اوکراین وجود ندارد و مدعی شد که از حق مردم اوکراین برای تعیین سرنوشت پشتیبانی می‌کند. پوتین همچنین گفت که روسیه به دنبال «جنگ‌زدایی و نازی‌زدایی» از اوکراین است و از سربازان اوکراینی خواست سلاح‌های خود را زمین بگذارند.
چند دقیقه پس از اعلام پوتین، انفجارهایی در کی‌یف، خارکف، اودسا و دونباس گزارش شد. مقامات اوکراینی گفتند که روسیه نیروهای خود را در اودسا و ماریوپول فرود آورده و موشک‌های کروز و بالستیک خود را به فرودگاه‌ها، پایگاه‌ها و انبارهای نظامی در کی‌یف، خارکف و دنیپرو شلیک کرده است. کمی بعدتر ارتش اوکراین اطلاعات مربوط به فرود ارتش روسیه در اودسا را تکذیب کرد. خودروهای نظامی روسیه از طریق سنکیوکا که نقطهٔ مرزی اوکراین، بلاروس و روسیه است در حدود ساعت ۶:۴۸ صبح به‌وقت محلی وارد اوکراین شدند.
به گفتهٔ وزیر کشور اوکراین، آنتون هراشچنکو، درست پس از ساعت ۰۶:۳۰ صبح، نیروهای روسی از طریق مناطق نزدیک شهر خارکف حمله را آغاز کردند و پهلوگیری‌های آبی خاکی نیروهای روسیه در اندازه‌های بزرگ در شهرهای ماریوپول و اودسا گزارش شد. هراچنکو پهلوگیری در نزدیکی اودسا را تأیید کرد. در ساعت ۰۷:۴۰، بی‌بی‌سی به‌نقل از منابع دیگر اعلام کرد که نیروها از سمت بلاروس نیز وارد اوکراین می‌شوند. نیروهای مرزی اوکراین یورش‌هایی را به پایگاه‌هایی در لوهانسک، سومی، خارکف، چرنیهف و ژیتومیر و همچنین از کریمه گزارش کردند.
پس از یک ساعت خارج از دسترس بودن، تارنمای وزارت دفاع اوکراین بارگذاری مجدد شد. این وزارت‌خانه مدعی شد که پنج هواپیما و یک هلیکوپتر روسی را در لوهانسک سرنگون کرده است.
کمی پیش از ساعت ۰۷:۰۰ به‌وقت محلی، رئیس‌جمهور اوکراین، ولادیمیر زلنسکی اعلام کرد که حکومت نظامی در اوکراین برقرار شده است. با توجه به درخواست وزارت دفاع روسیه از واحدهای کنترل ترافیک پرواز اوکراین برای توقف پروازها، محدودیت‌هایی برای تردد هوایی غیرنظامی در حریم هوایی شرق اوکراین اعمال شد و آژانس ایمنی هوانوردی اروپا، کل منطقه را منطقهٔ درگیری فعال اعلام کرد. نیروهای روسی از شمال بلاروس (به سمت کیف)، همچنین از شمال شرق روسیه (به سمت خارکف)؛ از شرق در DPR و LPR. و از جنوب در کریمه، وارد اوکراین شدند.
تجهیزات و وسایل نقلیه روسی با علامت نظامی Z سفید (حروف غیر سیریلیک) مشخص شده بودند، تا تصور شود اقدامی است برای جلوگیری از تداخل آتش دوستانه.

### ۲۵ فوریه
حدود ساعت ۰۴:۰۰ به وقت محلی، شهر کی‌یف با دو انفجار ناشی از موشک‌های کروز و بالستیک لرزید. دولت اوکراین گفت که یک هواپیمای دشمن را بر فراز کی‌یف سرنگون کرده است که سپس به یک ساختمان مسکونی برخورد کرده و آن را به آتش کشیده است. بعداً معلوم شد که این هواپیما یک سوخو-۲۷ اوکراینی بود.
تحلیل‌گران نظامی مستقل، خاطرنشان کردند که به‌نظر می‌رسد نیروهای روسیه در شمال اوکراین، به‌شدت با نیروهای مسلح اوکراین درگیر شده‌اند. واحدهای روسی در تلاش بودند تا کی‌یف را محاصره کنند و به سمت خارکف پیشروی کنند، اما در درگیری‌های شدیدی گرفتار شدند و تصاویر رسانه‌های اجتماعی نشان می‌داد که برخی از ستون‌های زرهی روسیه در کمین گیر افتاده‌اند. در مقابل، عملیات روسیه در شرق و جنوب مؤثرتر بود. بهترین واحدهای آموزش‌دیده و مجهز روسی در خارج از دونباس در جنوب شرقی مستقر بودند. در همین حال، نیروهای نظامی روسیه که از کریمه پیشروی می‌کردند به دو ستون تقسیم شدند و تحلیل‌گران احتمال می‌دهند که آن‌ها سعی داشته‌اند مدافعان اوکراینی را در دونباس محاصره کرده و به‌دام بیاندازند.
در صبح روز ۲۵ فوریه، زلنسکی روسیه را به هدف قرار دادن اماکن غیرنظامی متهم کرد. نماینده وزارت کشور اوکراین وادیم دنیسنکو گفت که ۳۳ سایت غیرنظامی در ۲۴ ساعت گذشته، مورد هدف قرار گرفته است.
وزارت دفاع اوکراین اعلام کرد که نیروهای روسی وارد منطقه اوبولون در کی‌یف شده‌اند و تقریباً ۹ کیلومتر (۵٫۶ مایل) از ساختمان ورخوونا رادا فاصله دارند. برخی از نیروهای روسی وارد شمال کی‌یف شده بودند، اما فراتر از آن پیشروی نکرده بودند. نیروهای اسپتسناز روسیه به قصد «شکار» مقامات دولتی اوکراین، به شهر نفوذ کردند. از یک تانک روسی از یک ستون نظامی در حال لِه کردن یک خودروی غیرنظامی در شمال کی‌یف، فیلمبرداری شد که آن خودرو، از جاده منحرف و درهم کوبیده شد. رانندهٔ خودرو که مردی مسن بود جان سالم به در برد و مردم محلی به او کمک کردند.
مقامات اوکراینی گزارش دادند که یک افزایش تشعشعات، بیش از سطوح کنترل، در نیروگاه هسته‌ای چرنوبیل پس از اشغال منطقه توسط نیروهای روسی مشاهده شده است و گفته شد که این موضوع، به‌دلیل حرکت خودروهای نظامی سنگین است که گرد و غبار رادیواکتیو را به هوا بلند می‌کنند. روسیه ادعا کرد که از این نیروگاه، در برابر گروه‌های ملی‌گرا و تروریستی دفاع می‌کند و کارکنان، سطوح تشعشعات را در محل زیر نظر دارند.
شهردار هورلیفکا در جمهوری خلق دونتسک که مورد حمایت روسیه است، گزارش داد که مهمات شلیک، شده توسط ارتش اوکراین، به ساختمان یک مدرسه اصابت کرده و دو معلم کشته شدند.
با نزدیک شدن نیروهای روسی به کی‌یف، زلنسکی از ساکنان خواست که برای خنثی کردن حملات دشمن، کوکتل مولوتف آماده کنند. پوتین نیز از ارتش اوکراین خواست تا دولت را سرنگون کند. اوکراین ۱۸٬۰۰۰ اسلحه را بین ساکنان کی‌یف که تمایل خود را برای جنگیدن اعلام کرده‌اند توزیع کرد و نیروهای دفاع سرزمینی، جزء ذخیره ارتش اوکراین، را برای دفاع از کی‌یف مستقر کردند. وزارت دفاع همچنین اعلام کرد که همهٔ غیرنظامیان اوکراینی بدون در نظر گرفتن سنشان، واجد شرایط داوطلب شدن برای خدمت سربازی هستند.
عصر ۲۵ فوریه، پنتاگون اعلام کرد که روسیه برتری هوایی بر حریم هوایی اوکراین را به‌دست نیاورده است. تحلیل‌گران آمریکایی پیش‌بینی کرده بودند که این امر، به سرعت پس از آغاز درگیری‌ها رخ خواهد داد. قابلیت‌های دفاع هوایی اوکراین در اثر حملات روسیه کاهش یافته بود، اما همچنان دارای قابلیت عملیاتی بود. هواپیماهای نظامی هر دو کشور به پرواز بر فراز اوکراین ادامه دادند. پنتاگون همچنین گفت که نیروهای روسی، به آن سرعتی که اطلاعات ایالات متحده یا مسکو معتقد بودند پیشروی نمی‌کنند. روسیه هیچ مرکز جمعیتی را تصرف نکرده است و فرماندهی و کنترل اوکراین، هنوز دست‌نخورده است. پنتاگون هشدار داد که تا این روز، روسیه تنها ۳۰ درصد از ۱۵۰٬۰۰۰ تا ۱۹۰٬۰۰۰ سربازی را که در مرز جمع کرده بود، به اوکراین اعزام کرده است.
گزارش‌هایی مبنی بر حمله موشکی اوکراین به پایگاه هوایی میلروف در روسیه منتشر شد تا از استفاده از این پایگاه برای پشتیبانی هوایی از نیروهای روسی در اوکراین جلوگیری شود.
در همان روز، رئیس‌جمهور پوتین به شی جین پینگ، اظهار داشت که «روسیه مایل به انجام مذاکرات در سطح بالا با اوکراین است».

### ۲۶ فوریه
در ساعت ۰۰:۰۰ (UTC)، درگیری شدید در جنوب کی‌یف، نزدیک شهر واسیلکیف و پایگاه هوایی واسیلکف گزارش شد. ستاد کل اوکراین ادعا کرد که یک جنگنده سوخو-۲۷ اوکراینی، یک هواپیمای ترابری ایلیوشین ایل-۷۶ روسی حامل پیاده‌نظام چترباز را در نزدیکی شهر، سرنگون کرده است. ناتالیا بالاسینویچ، شهردار واسیلکیف، گفت که شهرش با موفقیت توسط نیروهای اوکراینی دفاع شده و جنگ در حال پایان است.
حوالی ساعت ۰۳:۰۰ بیش از ۴۸ انفجار، طی ۳۰ دقیقه در اطراف کی‌یف گزارش شد. همچنین گزارش شده است که ارتش اوکراین در نزدیکی نیروگاه CHP-6 در محله شمالی ترویشچینا در حال نبرد بوده است. بی‌بی‌سی نیوز گزارش داد که این حمله ممکن است تلاشی برای قطع برق شهر باشد. درگیری شدید در نزدیکی باغ‌وحش کی‌یف و محله شولیاوکا گزارش شد. در بامداد ۲۶ فوریه، ارتش اوکراین گفت که حمله روسیه به یک پایگاه ارتش، واقع در خیابان پرموهی (یک خیابان اصلی در کی‌یف) را دفع کرده است. ارتش اوکراین همچنین ادعا کرد که حملهٔ روسیه به شهر میکولایف در کرانهٔ دریای سیاه را دفع کرده است. مقامات آمریکایی گفتند که یک هواپیمای ترابری ایلیوشین ایل-۷۶ روسیه توسط نیروهای اوکراینی در نزدیکی بیلا تسرکفا، در حدود ۸۰ کیلومتری (۵۰ مایلی) جنوب کی‌یف سرنگون شده است. رئیس‌جمهور زلنسکی، که در کی‌یف باقی مانده بود، پیشنهادهای ایالات متحده برای تخلیه و فرار خود را رد کرد و در عوض، درخواست مهمات بیشتر برای سربازان اوکراینی کرد.
در جریان نبردهای شبانه در کی‌یف، صدها تلفات گزارش شد و گلوله‌باران نیروهای روسیه، یک مجتمع آپارتمانی، پل‌ها و مدارس را ویران کرد. وزارت دفاع روسیه گفت که ملیتوپول را در نزدیکی دریای آزوف تصرف کرده است اما وزیر بریتانیایی، جیمز هیپی این ادعا را زیر سؤال برد. در ساعت ۱۱:۰۰، ستاد کل اوکراین گزارش داد که هواپیماهای اوکراین، ۳۴ سورتی پرواز را در ۲۴ ساعت گذشته انجام داده‌اند، که نشان می‌دهد روسیه به‌طور غیرمنتظره‌ای در فراهم نمودن برتری هوایی، شکست خورده است.
تا بعدازظهر، بیشتر نیروهای روسی که در مرز اوکراین، جمع شده بودند، در این کشور در حال نبرد بودند. ویتالی کلیچکو شهردار کی‌یف از ساعت ۵ بعدازظهر شنبه تا ساعت ۸ صبح دوشنبه منع رفت‌وآمد را اعمال کرد و هشدار داد که هرکسی که در آن زمان بیرون از منزل باشد، از اعضای گروه‌های خرابکار و نیروهای شناسایی دشمن در نظر گرفته خواهد شد. اتصال اینترنتی در بخش‌هایی از اوکراین، به‌ویژه در جنوب و شرق اوکراین قطع شد. ایلان ماسک، در پاسخ به درخواست میخائیلو فدوروف، معاون نخست‌وزیر اوکراین، اعلام کرد که سرویس استارلینک خود را در اوکراین با «ترمینال‌های بیشتری در راه» فعال کرده است.
نماینده وزارت کشور اوکراین، وادیم دنیسنکو اظهار داشت که نیروهای روسی به سمت انرهودار و نیروگاه هسته‌ای زاپروژیا پیشروی بیشتری کرده‌اند. وی با بیان این‌که در حال استقرار سامانه‌های موشکی ب‌ام-۲۱ گراد در آن‌جا هستند، هشدار داد که ممکن است به این نیروگاه حمله شود. اداره ایالتی منطقه‌ای زاپروژیا بیان کرد که نیروهای روسی که به سمت انرهودار پیشروی می‌کردند، در همان روز به بولشایا بلوزرکا، روستایی در ۳۰ کیلومتری (۱۹ مایلی) شهر بازگشته‌اند.
یک کشتی باری متعلق به ژاپن به‌نام MV Namura Queen با ۲۰ خدمه در دریای سیاه مورد اصابت یک موشک روسی قرار گرفت. یک کشتی مولداویایی به‌نام MV Millennial Spirit نیز توسط یک کشتی جنگی روسی گلوله‌باران شد که باعث صدمات جدی به این کشتی شد.
رمضان قدیروف، حاکم جمهوری چچن، تأیید کرد که یگان‌های قدیروفتسی، وفادار به جمهوری چچن، در اوکراین نیز مستقر شده‌اند. اولکسی دانیلوف، دبیر شورای امنیت ملی و دفاع اوکراین، اظهار داشت که اعضای سرویس امنیت فدرال روسیه به اوکراین خبر داده‌اند که قدیروفتسی در تلاش برای نفوذ در کی‌یف و ترور رئیس‌جمهور زلنسکی است. دانیلوف اظهار داشت که نیروهای قدیروفتسی به دو گروه تقسیم شده‌اند که یکی از آن‌ها توسط نیروهای اوکراینی، نابود شده است.
بر اثر شلیک توپخانه به بیمارستان کودکان اوخمتدیت در کی‌یف، یک پسر شش‌ساله کشته و چندین نفر دیگر زخمی شدند. ارتش اوکراین مدعی شد که کاروانی متشکل از ۵۶ تانکر سوخت‌رسان را که حامل گازوئیل برای نیروهای روسیه در استان چرنیهیف بود، منفجر کرده است.
در پایان روز ۲۶ فوریهٔ ۲۰۲۲، نیروهای روسیه در تلاش برای محاصره و منزوی کردن کی‌یف، با وجود حملات مکانیزه و هوابرد، شکست خوردند. ستاد کل اوکراین گزارش داد که نیروهای روسیه پس از توقف در شمال کی‌یف توسط نیروهای اوکراینی، به‌طور موقت از تلاش برای تصرف چرنیهف و خارکف پس از دفع حملات توسط مقاومت مصمم اوکراین، صرف‌نظر کرد و آن شهرها را دور زد تا به سمت کی‌یف ادامه مسیر دهد. در جنوب، نیروهای روسیه بردیانسک را اشغال و تهدید کردند که ماریوپول را محاصره خواهند کرد.
مؤسسه مطالعات جنگ (ISW) گفت که برنامه‌ریزی و اجرای ضعیف، منجر به مشکلات روانی و لجستیکی برای ارتش روسیه در شمال اوکراین شده است. مقامات ایالات متحده آمریکا و بریتانیا گزارش دادند که نیروهای روسی با کمبود بنزین و سوخت گازوئیل مواجه شده‌اند که منجر به توقف تانک‌ها و خودروهای زرهی و کاهش پیشروی آن‌ها شده است. همچنین ویدئوهایی از تانک‌ها و نفربرهای زره‌پوش روسیه که در کنار جاده سرگردان شده‌اند، به‌صورت آنلاین منتشر شد. روسیه همچنان از زرادخانه کامل خود استفاده نکرده است. مؤسسهٔ مطالعات جنگ می‌گوید که این امر، احتمالاً برای جلوگیری از پیامدهای دیپلماتیک، نارضایتی افکار عمومی، تلفات گستردهٔ غیرنظامیان و همچنین برای جلوگیری از ایجاد آوارهای مانع پیشروی نیروهای خودی است.

### ۲۷ فوریه
در طول شب، گزارش شد که یک خط لوله گاز در خارج از خارکف، در پی حملهٔ روسیه منفجر شد. در همین حال، یک انبار نفت در روستای کریاچکی در نزدیکی واسیلکیف پس از اصابت موشک‌ها به آتش کشیده شد. نبردهای سنگین در نزدیکی پایگاه هوایی واسیلکف، مانع از مهار آتش توسط آتش‌نشانان شد. همچنین در شب، گزارش شد که گروهی از کولی‌های اوکراینی، یک تانک روسی را در لیوبیمیوکا، در نزدیکی کاخوفکا در استان خرسون تصرف کرده‌اند. علاوه بر این، دفتر ریاست جمهوری اوکراین اعلام کرد که فرودگاه کی‌یف ژولیانی نیز بمباران شد. جدایی‌طلبان تحت حمایت روسیه در استان لوهانسک گفتند که یک پایانه نفتی در شهر روونکی مورد اصابت یک موشک اوکراینی قرار گرفته است. سرویس اضطراری دولتی اوکراین ۸۰ نفر را از یک ساختمان مسکونی ۹ طبقه در خارکف پس از اصابت توپخانه روسیه به ساختمان نجات داد. این حمله، آسیب زیادی به ساختمان رساند و یک زن غیرنظامی در این حمله، جان باخت.
ولادیمیر کووالنکو، شهردار نووا کاخوفکا، تأیید کرد که شهر توسط نیروهای روسی تصرف شده است و آنها را به تخریب شهرک‌های کوزاتسکه و وسله متهم کرد. نیروهای روسی نیز وارد خارکف شدند و نبردهایی در خیابان‌های شهر از جمله در مرکز شهر رخ داد. در همان زمان، تانک‌های روسی شروع به پیشروی به شهر سومی کردند. در همین حال، وزارت دفاع روسیه اعلام کرد که نیروهای روسی خرسون و بردیانسک را به طور کامل محاصره کرده‌اند، علاوه بر آن، هنیچسک و فرودگاه بین‌المللی خرسون در چرنوبایوکا را تصرف کردند. در اوایل بعد از ظهر، اوله سینیهوبوف فرماندار استان خارکیف، اظهار داشت که نیروهای اوکراینی، کنترل کامل خارکیف را بازپس گرفته‌اند و مقامات اوکراینی نیز گفتند که ده‌ها تن از نیروهای روسی در این شهر، تسلیم شده‌اند. هنادی ماتسگورا، شهردار کوپیانسک، بعداً با واگذاری کنترل شهر به نیروهای روسی موافقت کرد.
ولادیمیر پوتین به نیروهای اتمی روسیه دستور داد تا در حالت آماده‌باش بالا قرار گیرند. وی دلیل این فرمان را «اظهارات تهاجمی» اعضای ناتو خواند. این بیانیه با انتقاد شدید ناتو، اتحادیه اروپا و سازمان ملل مواجه شد. ینس استولتنبرگ، دبیرکل ناتو، این اقدام پوتین را «خطرناک و غیرمسئولانه» توصیف کرد. استفان دوجاریک، سخنگوی آنتونیو گوترش و از مقامات مسئول در سازمان ملل، ایدهٔ یک جنگ هسته‌ای را «غیرقابل تصور» خواند.
به گفتهٔ یک شرکت مشاور اطلاعاتی، روسیه با محاصره ماریوپل و بردیانسک، توانسته کریمه را با مناطقی در شرق اوکراین که تحت کنترل نیروهای طرفدار روسیه است، متصل کند. اولکسی آرستویچ، مشاور رئیس‌جمهور زلنسکی، اظهار داشت که بردیانسک، توسط نیروهای روسی تصرف شده است.
نیروهای روسی در بوچا، به سوی ایرپین، در شمال غربی کی‌یف، رانده شدند. بر اساس اطلاعات ارتش بریتانیا، نیروهای مکانیزهٔ روسیه هنگام حرکت به سمت کی‌یف، چرنیهیف را دور زدند. فرماندار استان لوهانسک، سرهی هایدای، نیروهای روسی را به تخریب استانیتسیا لوهانسکا و اشچاستیا و پاولو کیریلنکو، فرماندار استان دونتسک نیز روس‌ها را به تخریب وولنوواخا متهم کرد.
سازمان ISW گفت که نیروهای روسی در شمال اوکراین، احتمالاً یک «مکث عملیاتی» را از روز گذشته به منظور استقرار نیروها و تدارکات اضافی انجام داده‌اند. نیروهای نظامی روسیه که قبلاً بخشی از نیروی تهاجمی در این حمله نبودند، با پیش‌بینی درگیری دشوارتر از آنچه در ابتدا انتظار می‌رفت، به‌سوی اوکراین اعزام شدند.

### ۲۸ فوریه
در ۲۸ فوریه، درگیری‌هایی در اطراف ماریوپول در طول شب رخ داد. در صبح روز ۲۸ فوریه، وزارت دفاع بریتانیا گفت که اکثر نیروهای زمینی روسیه در فاصلهٔ بیش از ۳۰ کیلومتری (۱۹ مایلی) شمال کی‌یف و با مقاومت اوکراینی‌ها، در فرودگاه هوستومل متوقف شده‌اند. همچنین گفته شده که درگیری در نزدیکی چرنیهف و خارکف در جریان است و هر دو شهر، تحت کنترل اوکراین باقی مانده‌اند. شرکت مکسار، تصاویری ماهواره‌ای منتشر کرد که نشان می‌داد یک ستون نظامی روسیه، شامل تانک‌ها و توپخانه‌های خودکششی در نزدیکی ایوانکیف به‌سوی کی‌یف، در حال حرکت است. این شرکت، در ابتدا اعلام کرد که طول کاروان تقریباً ۲۷ کیلومتر (۱۷ مایل) است، اما بعداً در همان روز روشن شد که طول ستون در واقع بیش از ۶۴ کیلومتر (۴۰ مایل) است.
نشریهٔ تایمز گزارش داد که نیروهای گروه واگنر، در روزهای نخست تهاجم روسیه به اوکراین، از آفریقا فراخوانده شده و با دستور ترور زلنسکی، راهی کی‌یف شده‌اند.
الکسی آرستویچ، مشاور اوکراینی مدعی شد که تا ساعت ۱۴:۰۰ به وقت اروپا، بیش از ۲۰۰ خودروی نظامی روسیه در بزرگراه بین ایرپین و ژیتومیر، منهدم یا آسیب دیده‌اند. ایهور ترخوف، شهردار خارکف، اظهار داشت که بر اثر گلوله‌باران روسیه به شهر در طول این روز، ۹ غیرنظامی کشته و ۳۷ نفر زخمی شدند. اوکسانا مارکارووا، سفیر اوکراین در ایالات متحده، روسیه را به استفاده از بمب‌های گرمافشاری متهم کرد.
گفت‌وگو بین نمایندگان اوکراین و روسیه در گومل، بلاروس، بدون موفقیت به پایان رسید. پوتین، شرط پایان دادن این تهاجم را اعلام بی‌طرفی اوکراین (در موضوع روسیه و ناتو)، «غیره‌زدایی»، «نظامی‌زدایی» و به‌رسمیت شناختن جمهوری خودمختار کریمه به‌عنوان منطقه‌ای در خاک روسیه، عنوان کرده بود.
روسیه، حملات خود را به فرودگاه‌ها و مراکز لجستیکی اوکراین، به‌ویژه در غرب، در تلاشی آشکار برای زمین‌گیر کردن نیروی هوایی اوکراین و ایجاد اختلال در پشتیبانی و تأمین لجستیکی مجدد اوکراین از سوی کشورهای غربی افزایش داد. یک تحلیل‌گر نظامی، اظهار داشت که ارتش منظم اوکراین دیگر به شکل یک ارتش کلاسیک عمل نمی‌کند و به‌طور فزاینده‌ای با نیروهای دفاع سرزمینی و داوطلبان مسلح اوکراینی در حال ادغام است.

### ۱ مارس
به گفتهٔ دیمیترو ژیویتسکی، فرماندار استان سومی، بیش از ۷۰ سرباز اوکراینی در جریان گلوله‌باران روسیه به یک پایگاه نظامی در اوختیرکا کشته شدند. یک موشک نیروهای روسیه بعداً در حین بمباران خارکف، به یک ساختمان اداری محلی در میدان آزادی اصابت کرد و دست‌کم ۱۰ غیرنظامی کشته و ۳۵ نفر دیگر زخمی شدند. بر پایهٔ گزارش‌ها، شهر خرسون در جنوب اوکراین، مورد حمله نیروهای روسی قرار گرفت. دولت اوکراین اعلام کرد که به‌منظور تأمین بودجهٔ نیروهای مسلح خود، اوراق قرضه جنگی خواهد فروخت.
پارلمان اوکراین اعلام کرد که نیروهای مسلح بلاروس به تهاجم روسیه پیوسته و وارد استان چرنیهیف در شمال شرقی پایتخت، کی‌یف شده‌اند.
آژانس اطلاعات مستقل اوکراین، از ورود ستونی متشکل از ۳۳ خودروی نظامی بلاروس به منطقه خبر داد. ایالات متحده با این ادعاها مخالفت کرد و گفت که «هیچ نشانه‌ای» مبنی بر حملهٔ نیروهای بلاروس وجود ندارد. ساعاتی قبل، رئیس‌جمهور بلاروس، الکساندر لوکاشنکو گفته بود که بلاروس به این جنگ، نخواهد پیوست.
پس از آن‌که وزارت دفاع روسیه اعلام کرد که برای متوقف کردن «حملات اطلاعاتی» به اهداف حمله خواهد کرد، موشک‌های روسیه به زیرساخت‌های پخش تلویزیونی و رادیویی اصلی در کی‌یف اصابت کردند و پخش کانال‌های تلویزیونی، متوقف شد. مقامات اوکراینی گفتند که این حملهٔ موشکی، منجر به جان باختن ۵ نفر شد و به مرکز یادبود هولوکاست بابی یار، بنای یادبود اصلی هولوکاست در اوکراین، در همان نزدیکی آسیب رساند.

یک مقام مسئول در وزارت دفاع ایالات متحده، اظهار داشت که نیروهای روسی، بردیانسک و ملیتوپول را تصرف کرده‌اند.

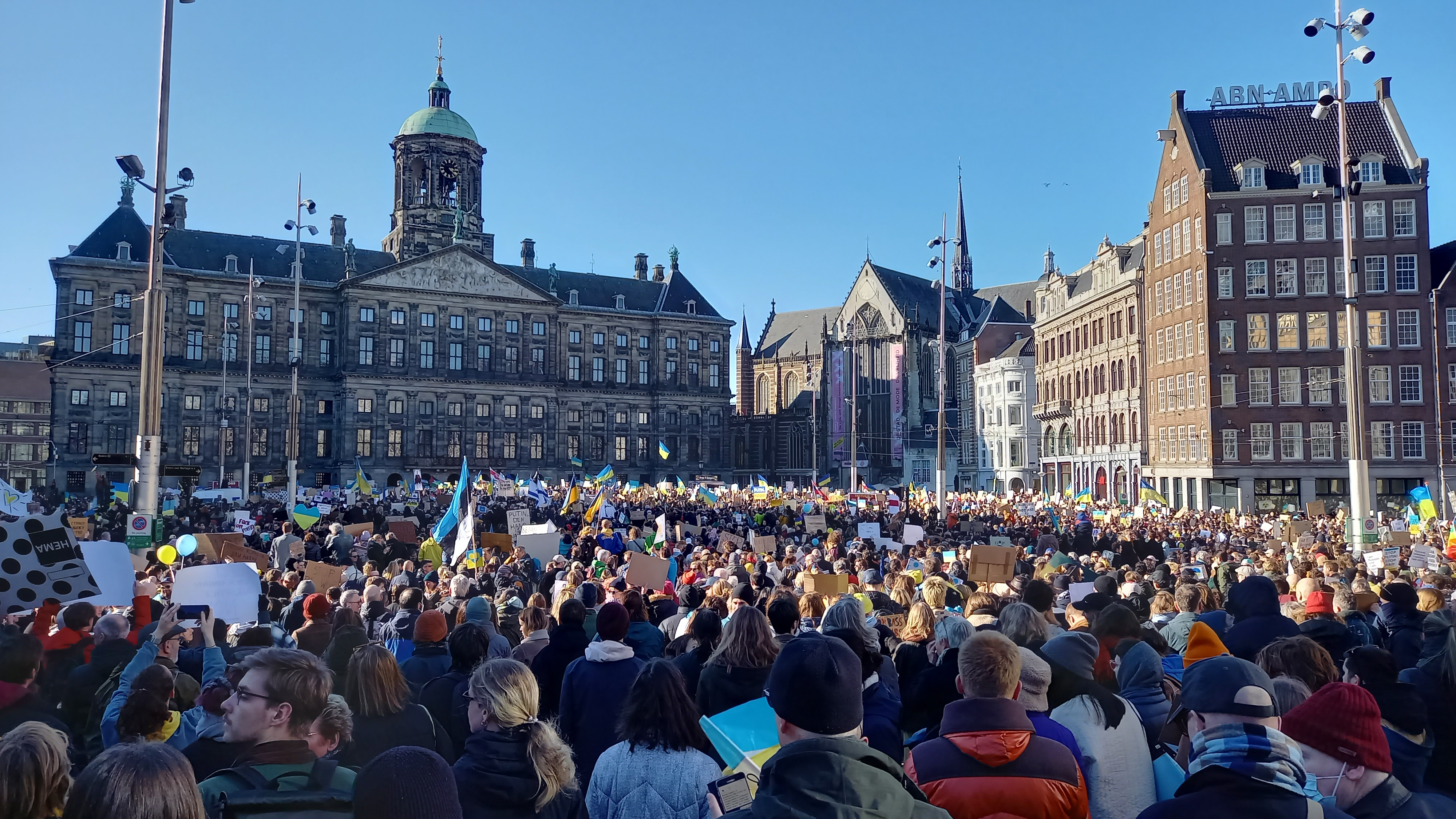
راهپیمایی علیه حمله روسیه به اوکراین در آمستردام

## کمک‌های نظامی خارجی به اوکراین
همزمان با استقرار نیروهای روسیه در نزدیکی مرز اوکراین، کشورهای عضو ناتو نرخ تحویل جنگ‌افزار به اوکراین را افزایش دادند. جو بایدن، رئیس‌جمهور ایالات متحده، در ماه اوت و دسامبر ۲۰۲۱، کمکی به ارزش ۲۶۰ میلیون دلار را برای پشتیبانی نظامی از اوکراین اختصاص داد. تجهیزات ارسالی، شامل سلاح‌های اف‌جی‌ام-۱۴۸جاولین و سایر سلاح‌های ضدزره، سلاح‌های سبک، انواع مهمات از کالیبرهای مختلف و سایر تجهیزات بود.
پس از تهاجم روسیه، ایالات متحده متعهد شد که نیروهای زمینی خود را برای دفاع از اوکراین، اعزام نکند، اما تحویل کمک‌های نظامی و جنگ‌افزار به اوکراین را شدت بخشید. بلژیک، جمهوری چک، استونی، فرانسه، یونان، هلند، پرتغال و بریتانیا اعلام کردند که تدارکاتی را برای حمایت و دفاع از ارتش و دولت اوکراین ارسال خواهند کرد. در ۲۴ فوریه، لهستان برخی از تجهیزات نظامی از جمله ۱۰۰ خمپاره، مهمات مختلف و بیش از ۴۰٬۰۰۰ کلاه جنگی ایمنی را به اوکراین تحویل داد. برخی از ۳۰ عضو ناتو با ارسال سلاح موافقت کردند اما ناتو به عنوان یک سازمان با این موضوع، موافقت نکرد.
در ژانویهٔ ۲۰۲۲ آلمان ارسال هویتزرهای ۱۲۰ میلی‌متری بازمانده از آلمان شرقی و از طریق استونی، به‌سوی اوکراین را رد کرد. آلمان اما اعلام کرد که ۵٬۰۰۰ کلاه ایمنی نظامی و یک بیمارستان صحرایی را به اوکراین می‌فرستد، که شهردار کیف ویتالی کلیچکو با تمسخر پاسخ داد: "بعد چه خواهند فرستاد؟ بالش؟"
در ۲۶ فوریه، در تغییر موضع قبلی خود، آلمان با درخواست هلند برای ارسال ۴۰۰ نارنجک راکتی و همچنین ۵۰۰ موشک استینگر و ۱٬۰۰۰ جنگ‌افزار ضدتانک از تجهیزات خود به اوکراین، موافقت کرد.
در ۲۷ فوریه، اتحادیه اروپا با خرید دسته‌جمعی تسلیحات برای اوکراین موافقت کرد. جوزپ بورل، مسئول سیاست خارجی اتحادیه اروپا اعلام کرد که این اتحادیه، ۴۵۰ میلیون یورو (۵۰۲ میلیون دلار) سلاح کُشنده و ۵۰ میلیون یورو (۵۶ میلیون دلار) به‌عنوان تجهیزات غیرکشنده برای اوکراین، فراهم خواهد کرد. بورل گفت که وزرای دفاع اتحادیه اروپا هنوز نیاز به تعیین جزئیات نحوه خرید مواد و انتقال آن به اوکراین دارند، اما لهستان موافقت کرده است که به‌عنوان مرکز توزیع عمل کند. بورل همچنین اظهار داشت که قصد داشته‌اند که جت‌های جنگنده‌ای را که اوکراینی‌ها قادر به خلبانی آن‌ها هستند، به اوکراین اعزام کنند. لهستان، بلغارستان و اسلواکی دارای جنگنده‌های میگ-۲۹ و سوخو-۲۵ به‌عنوان جت‌های جنگنده‌ای بودند که خلبانان نیروی هوایی اوکراین، توان استفاده از آن را داشتند. به‌دلیل وحشت از این‌که روسیه این موضوع را یک اقدام جنگی بداند و این‌که خود کشورهای مبدأ نیز به این تجهیزات، نیاز حیاتی داشتند، این انتقال‌ها صورت نگرفت.
در ۲۶ فوریه، آنتونی بلینکن اعلام کرد که مجوز ۳۵۰ میلیون دلار کمک نظامی از سلاح‌های کُشنده، از جمله سیستم‌های ضدزره و پدافند هوایی، سلاح‌های کوچک و انواع مهمات با کالیبر مختلف، جلیقه ضدگلوله و تجهیزات حفاظتی مرتبط را صادر کرده است. روسیه اعلام کرد که پهپادهای ایالات متحده، اطلاعاتی را به نیروی دریایی اوکراین برای کمک به هدف قرار دادن کشتی‌های جنگی خود در دریای سیاه داده است، که ایالات متحده آن را رد کرد. در ۲۷ فوریه، پرتغال اعلام کرد که تفنگ‌های خودکار ژ۳ و تجهیزات نظامی دیگری را به اوکراین، ارسال خواهد کرد. سوئد و دانمارک هر دو تصمیم گرفتند به ترتیب ۵٬۰۰۰ و ۲٬۷۰۰ سلاح ضدتانک به اوکراین ارسال کنند. دانمارک همچنین قطعاتی از ۳۰۰ موشک غیرعملیاتی استینگر را اختصاص داده است و ایالات متحده نیز در ابتدا در عملیاتی کردن آن‌ها کمک خواهد کرد. ترکیه نیز تعدادی پهپادهای تهاجمی تی‌بی-۲ برای اوکراین، فراهم کرد.
دولت نروژ، پس از این‌که در ابتدا گفت که به اوکراین سلاح نمی‌فرستد، اما تجهیزات نظامی دیگری مانند کلاه ایمنی جنگی و تجهیزات حفاظتی را ارسال خواهد کرد، در ۲۸ فوریه اعلام کرد که تا ۲۰۰۰ سلاح ضدتانک ام-۷۲ LAW به اوکراین، اهدا خواهد کرد. در یک تغییر سیاست عمده برای یک کشور بی‌طرف، فنلاند اعلام کرد که ۲٬۵۰۰ تفنگ تهاجمی همراه با ۱۵۰٬۰۰۰ گلوله، ۱٬۵۰۰ سلاح ضدتانک و ۷۰٬۰۰۰ بستهٔ جیرهٔ رزمی را علاوه بر جلیقه‌های ضدگلوله، کلاه جنگی ایمنی و تجهیزات پزشکی که قبلاً اعلام شده بود، به اوکراین ارسال خواهد کرد. برخی کارشناسان، خودداری کشورهای ناتو از اعزام نیروهای نظامی به اوکراین را سیاست مماشات می‌دانند.
دیمیترو کولبا، وزیر امور خارجه اوکراین، اظهار داشت که تا ۶ مارس ۲۰۲۲، تقریباً ۲۰٬۰۰۰ شهروند خارجی از ۵۲ کشور برای مبارزه برای اوکراین داوطلب شده‌اند. بیشتر این داوطلبان، به لژیون بین‌المللی دفاع سرزمینی اوکراین که به‌تازگی ایجاد شده بود، پیوستند.

## کمک‌های نظامی خارجی به روسیه
روسیه با صدها پهپاد رزمی ایرانی به بندر اودسا در اوکراین حمله کرد.

## تلفات و تأثیرات فرهنگی و انسانی

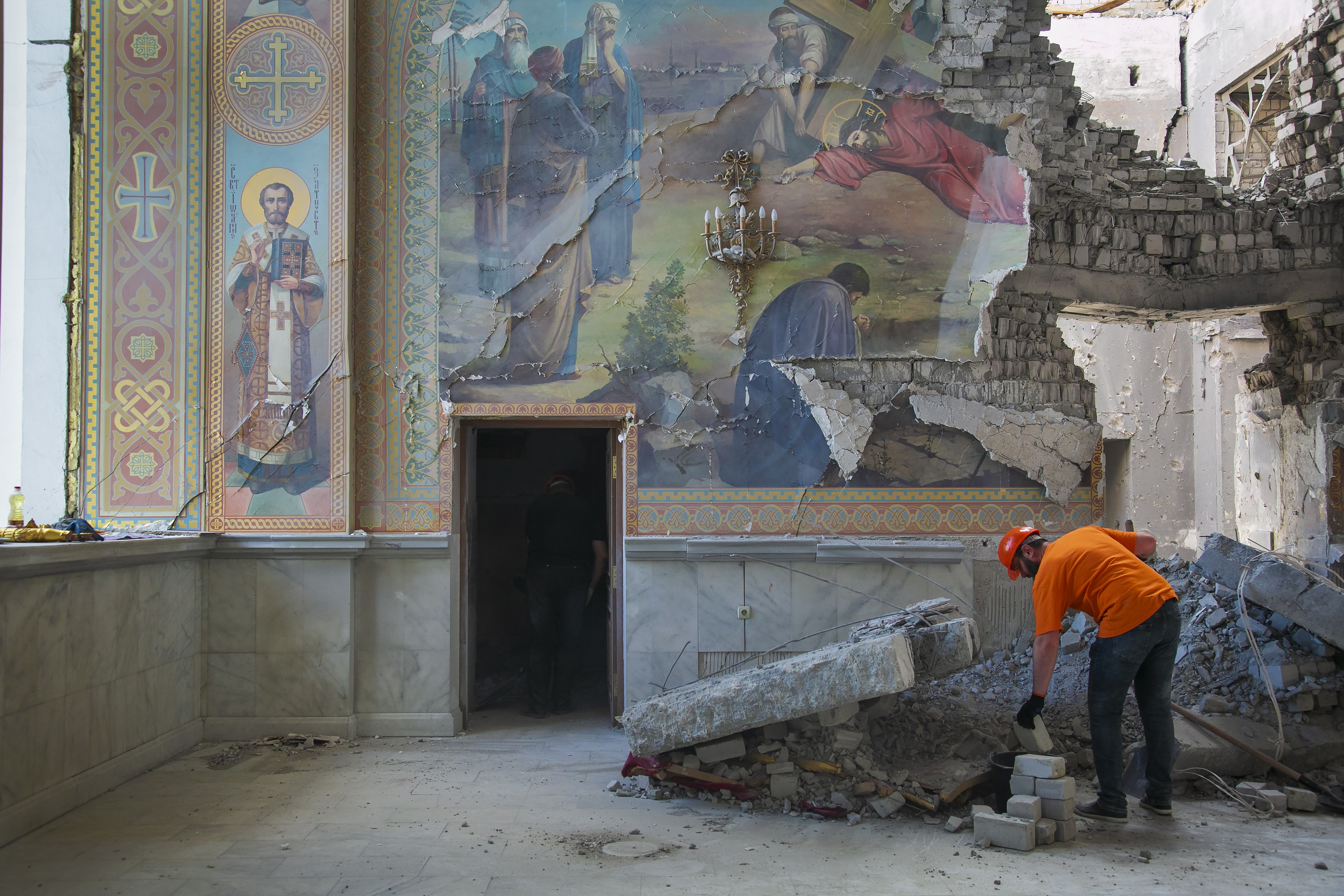
نگاره‌ای از میزان تخریب دیوارنگاره‌های کلیسای جامع تجلی در اودسا که در پی حملات موشکی روسیه به تاریخ ۲۳ ژوئیه ۲۰۲۳ به‌شدت آسیب دید. در پی حمله روسیه به اوکراین، یونسکو بارها حملات مکرر روسیه به سایت‌های میراث جهانی در اوکراین را محکوم کرده است.

### پناهندگان
این جنگ باعث ایجاد یک بحران بزرگ پناهندگان و یک بحران بشردوستانه در اروپا شده است که از زمان جنگ‌های یوگسلاوی در دهه ۱۹۹۰ تاکنون دیده نشده است.
به دلیل تداوم تجمع نظامی در روسیه در امتداد مرز اوکراین، بسیاری از دولت‌ها و سازمان‌های امدادی همسایه خود را برای یک رویداد آوارگی گسترده در هفته‌های قبل از تهاجم آماده می‌کردند. در دسامبر ۲۰۲۱، وزیر دفاع اوکراین تخمین زد که تهاجم می‌تواند سه تا پنج میلیون نفر را مجبور به ترک خانه‌های خود کند.
در هفته اول جنگ، سازمان ملل گزارش داد که بیش از یک میلیون پناهنده از اوکراین گریخته‌اند. این مقدار متعاقباً تا ۱۳ مارس به بیش از ۲٫۶ میلیون افزایش یافت. بیشتر پناهندگان زنان، کودکان، سالمندان یا افراد دارای معلولیت بودند اکثر اتباع مرد اوکراینی ۱۸ تا ۶۰ ساله از خروج از اوکراین به عنوان بخشی از خدمت اجباری محروم شدند. جریان بازگشت بیش از ۶۶۲۰۰ مرد اوکراینی به اوکراین وجود داشته است که از خارج برای پیوستن به جنگ برگشته‌اند.

## واکنش‌ها
رئیس‌جمهور مولداوی بیان کرد که تا ۲۴ فوریه بیش از ۴۰۰۰ شهروند اوکراینی وارد مولداوی شده‌اند. لهستان برای هجوم پناهجویان خود را آماده کرده بود، اگرچه گزارش شد که در روز اول تهاجم هیچ هجومی وجود نداشت. این کشور قوانین ورود COVID-19 را برای تسهیل عبور از مرزها لغو کرد.
در واکنش به‌رسمیت شناختن دو جمهوری تجزیه‌طلب دونتسک و لوهانسک توسط روسیه، کشورهای غربی شروع به اعمال تحریم‌ها علیه این کشور کردند. در ۲۲ فوریه، نخست‌وزیر بریتانیا، بوریس جانسون، پنج بانک روسی شامل بانک روسیه، بانک اینداستریلیانی ایسبرلینانلی، بانک جنرال، پروموزبانک، و بانک دریای سیاه و سه میلیاردر از شریک‌های تحت تملک پوتین، یعنی گنادی تیمچنکو، بوریس روتنبرگ و ایگور روتنبرگ را تحریم کرد. شولتز صدراعظم آلمان از توقف روند صدور مجوز ساخت خط لوله نورد استریم ۲ خبر داد. وزیران امور خارجه اتحادیه اروپا، سرمایه‌گذاران اهل اتحادیه اروپا را از تجارت اوراق قرضه دولتی با همه اعضای مجلس دومای روسیه که به لایحه به‌رسمیت شناختن مناطق جدایی‌طلب رای مثبت دادند، منع کردند و واردات و صادرات با نهادهای تجزیه‌طلب را در فهرست سیاه قرار دادند. جو بایدن، رئیس‌جمهور ایالات متحده آمریکا، بانک‌های وینشیکنومبانک و پرومزوینبانک را تحریم کرد و تحریم‌هایی جامع بر بدهی‌های دولتی روسیه وضع کرد.
در ۲۴ فوریه، اسکات موریسون، نخست‌وزیر استرالیا، برای هشت عضو شورای امنیت ملی روسیه ممنوعیت سفر و تحریم‌های مالی هدفمند وضع کرد. دبیرکل سازمان ملل متحد آنتونیو گوترش از روسیه خواست به تجاوزات در اوکراین پایان دهد، و سفیران فرانسه و ایالات متحده اعلام کردند که قطعنامه‌ای را در ۲۵ فوریه ۲۰۲۲ به شورای امنیت سازمان ملل ارائه خواهند کرد. بریتانیا نیز «یورش بی‌دلیل» روسیه را محکوم کرد و قول داد که بریتانیا و متحدانش قاطعانه پاسخ خواهند داد. بایدن با «تحریک‌آمیز و غیرقابل توجیه» خواندن یورش روسیه، خاطرنشان کرد که دولت او اقدامات احتمالی بیشتری را در نظر خواهد گرفت.
بورس مسکو تا اطلاع ثانوی بازارهای خود را تعطیل کرد. معامله‌ها در ساعت ۱۰ صبح به‌وقت مسکو از سر گرفته شد.
امیرعبداللهیان وزیر امور خارجه ایران ریشه جنگ را مربوط به اقدامات تحرک‌آمیز ناتو دانسته و رئیس‌جمهور ایران نیز در طی تماس تلفنی با پوتین از تضمین توقف گسترش ناتو حمایت کرد.
سفیر اوکراین در بریتانیا وضعیت کشورش را درس عبرتی برای کشورهایی مثل ایران و کره شمالی دانست که توسط غرب تشویق می‌شوند تا برنامه هسته‌ای خود را کنار بگذارند.

### محکومیت‌ها و تحریم‌ها
آنتونیو گوترش دبیرکل سازمان ملل متحد، روسیه را به پایان دادن فوری به تجاوزگری در اوکراین فراخواند، و سفرای فرانسه و آمریکا در سازمان ملل اعلام کردند قطعنامه‌ای در ۲۵ فوریه ۲۰۲۲ به شورای امنیت ارائه خواهند کرد. بریتانیا، آمریکا، کاناداو اتحادیه اروپا این حمله را بی‌دلیل و ناموجه خواندند و وعده دادند تحریم‌های سنگینی علیه افراد، کسب‌وکارها و دارایی‌های روس اعمال می‌کنند. این حمله همچنین مورد محکومیت فرانسه، اسپانیا، ژاپن، ایتالیا، نروژ، و گرجستان قرار گرفته است.

### واکنش روسیه
رئیس‌جمهور روسیه ادامه صادرات گاز به کشورهای غیرهمسو با خود را منوط به پرداخت روبل از سوی خریداران کرد. این تصمیم موجب تقویت ارزش پول ملی روسیه شده است.

#### فهرست تحریم‌ها
- آئودی
- آدیداس - به دنبال حمله روسیه به اوکراین، آدیداس همکاری با اتحادیه فوتبال روسیه را به حالت تعلیق درآورد[۲۴۳]
- آمازون
- اپل آخرین شرکت بزرگی بود که فروش محصولات خود را در روسیه متوقف کرد.[۲۴۴]
- اتسی
- اچ اند ام
- اچ پی
- ادوبی
- اریکسون
- اسپاتیفای
- اسکانیا
- اسنپ چت
- اکسان‌موبیل
- امبرائر
- اورکل کورپوریشن
- اونلی‌فنز
- ایرباس
- ایکه‌آ
- اینتل
- اینستاگرام
- ای‌ام‌دی
- برادران وارنر
- بوئینگ
- بولت
- بی‌بی‌سی
- بی‌پی
- پارامونت پیکچرز
- پاری مچ
- پلی‌استیشن
- پورشه
- پورن هاب
- پی‌پل
- ب‌ام‌و
- توئیتر
- تویوتا
- تیک‌تاک
- جشنواره کن
- جگوار کارز
- جنرال موتورز
- دراپ باکس
- دل
- دانون
- دی‌اچ‌ال
- رنو
- رویال داچ شل
- زوم
- سونی
- سینما ۴بعدی
- شرکت فورد موتور
- شرکت والت دیزنی
- شورلت
- فدکس
- فرمول یک
- فولکس‌واگن
- فیس‌بوک
- فیفا
- کادیلاک
- کارلسبرگ
- کنگره جهانی موبایل
- کوکاکولا
- گوگل مپ
- لنوو
- لینکدین
- مایکروسافت آفیس
- مرسدس-بنز
- مرسک
- مسابقه آواز یوروویژن
- مستر کارت
- میتسوبیشی
- نایکی
- نستله
- نوکیا
- نینتندو
- وان‌وب
- وب مانی
- ویزا
- هارلی-دیویدسن
- اچ‌پی
- یوتیوب
- یوفا

- منابع:[۲۴۵][۲۴۶]

به طور کل می‌توان گفت که هیچ شرکت غربی نیست که روسیه را تحریم نکرده باشد.

### دیگر کشورها

#### آسیا
- افغانستان: طالبان در بیانیه‌ای نسبت به بحران در اوکراین ابراز نگرانی کرد و خواهان «حل این بحران از شیوه گفتگو و به‌طور صلح آمیز» شد.[۲۴۷]
- ایران: وزارت امور خارجه ایران ریشهٔ جنگ را در اقدامات تحریک‌آمیز ناتو دانست، و آتش‌بس با تمرکز به یک راه‌حل سیاسی و دمکراتیک را ضروری دانست.[۲۴۸] رئیس‌جمهور ایران در تماس تلفنی با پوتین از او در برابر تضمین خواستن در خصوص توقف گسترش ناتو حمایت کرد.[۲۴۹][۲۵۰]
- چین: شی جین پینگ رهبر عالی‌مقام، رئیس‌جمهور دبیرکل حزب کمونیست چین در ۲۵ فوریه با ولادیمیر پوتین رئیس‌جمهور روسیه گفتگو کرد، و گفت چین از این که روسیه و اوکراین از طریق مذاکره مسئله را حل کنند حمایت می‌کند.[۲۵۱][۲۵۲] رئیس‌جمهور پوتین به پینگ گفت «روسیه علاقمند به انجام مذاکرات در سطح بالا با اوکراین است.»[۲۵۳] ژانگ جون سفیر چین در سازمان ملل گفت «ما معتقدیم همه کشورها باید مناقشات بین‌المللی را از شیوه‌های صلح‌آمیز همراستا با مقاصد و اصول منشور ملل متحد حل کنند.»[۲۵۴] دولت چین در ۲۴ فوریه اعلام کرد این مناقشه یک تهاجم نبوده و آمریکا را بابت تحریک جنگ سرزنش کرد.[۲۵۵] آسوشیتد پرس گزارش کرد چین واردات گندم روسی را افزایش خواهد داد، که عملاً تحریم‌های غرب علیه روسیه را سبک خواهد کرد.[۲۵۶]
- میانمار: زا مین تون، سخنگوی شورای اداری دولتی میانمار، از تصمیم روسیه حمایت کرد و اظهار داشت «روسیه درحال حفاظت از حاکمیت خود است» و نقش روسیه در توازن قدرت جهانی را ستود.[۲۵۷][۲۵۸] دکتر ساسا وزیر همکاری بین‌المللی حکومت وحدت ملی میانمار گفت «حملات بی‌دلیل و ناموجه به اوکراین از سوی روسیه غیرقابل توجیه و غیرقابل قبول است.»[۲۵۹]
- هند: نارندرا مودی نخست‌وزیر هند در تماس تلفنی با پوتین در ۲۴ فوریه خواهان پایان فوری خشونت در اوکراین شد. او همچنین نگرانی خود را نسبت به خروج امن و بازگشت ۱۸۰۰۰ دانشجوی هندی در اوکراین ابراز کرد. دولت هند از اتخاذ موضع در این مسئله خودداری کرده است.[۲۶۰]پیشتر در همان روز وزارت امور خارجه هند اعلام کرد: «هند به‌دقت تحول وقایع در منطقه را پیگیری می‌کند». هند همچنین راه‌اندازی سازوکاری برای تجارت با روسیه با استفاده از روپیه هند را مدنظر دارد تا از اثرات تحریم بر تجارت بین دو کشور جلوگیری شود.[۲۶۱] روسیه حدود ۷۰٪ از تسلیحات هند را تأمین می‌کند و از زمان جنگ سرد روابط نزدیکی داشته است. هند تنها عضو گفتگوی چهارجانبه امنیتی است که صادرات روسیه را ممنوع نکرده است. به هر روی، هند به کمک آمریکا برای مقابله با چین که آن را بزرگ‌ترین تهدید خود می‌داند نیز نیاز دارد. این بزرگ‌ترین چالش دیپلماتیک هند از زمان جنگ سرد دانسته شده. سفیر اوکراین در هند از موضع هند ناراضی بوده است.[۲۶۲]

#### اروپا
- استونی: کایا کالاس نخست‌وزیر استونی، روسیه را تهدیدی برای کل اروپا خواند.[۲۶۳]
- لهستان: نخست‌وزیر ماتئوش موراویه‌تسکی در توئیتر نوشت: «ما باید فوراً به تجاوز مجرمانه روسیه علیه اوکراین پاسخ دهیم. اروپا و جهان آزاد باید پوتین را متوقف کنند.»[۲۶۴] حکومت او اعلام کرد که این کشور «آماده است مهاجران را بپذیرد و بیمارستان‌ها و قطارها را برای انتقال مجروحان اوکراینی» آماده کرده است.[۲۶۵]

### اعتراضات

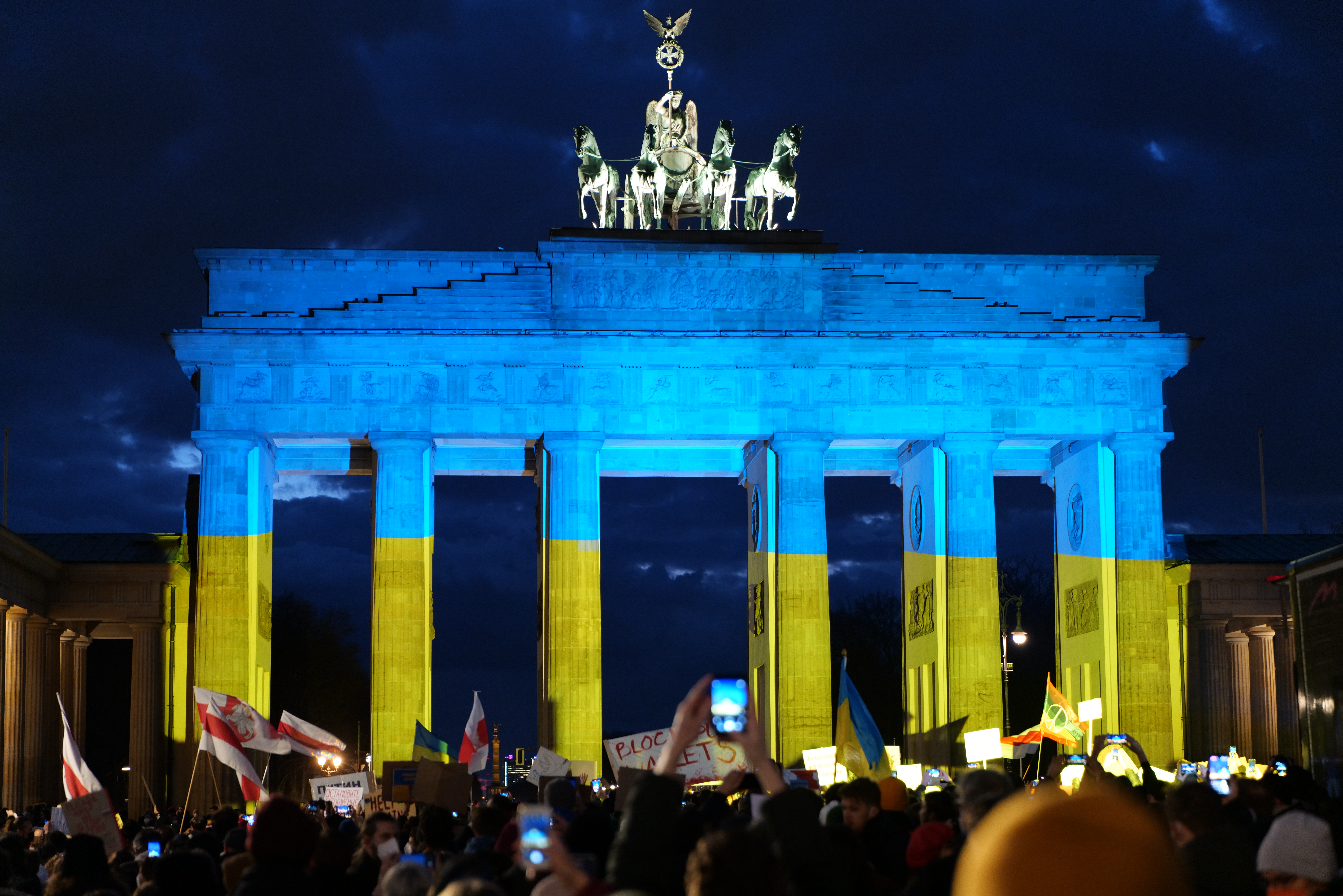
دروازه براندنبورگ آلمان در ۲۴ فوریه ۲۰۲۲ همزمان با تظاهرات ضد جنگ به رنگ پرچم اوکراین درآمد.

به گزارش OVD-Info، تقریباً ۱۷۰۰ روس در ۵۱ شهر در سراسر روسیه به‌دلیل اعتراض به تهاجم به اوکراین توسط پلیس بازداشت شده‌اند. وزارت کشور روسیه، این بازداشت‌ها را با دلیل «محدودیت‌های کرونا، که شامل رویدادهای اجتماعی می‌شود» توجیه کرد. دیمیتری موراتوف برنده جایزه صلح نوبل اعلام کرد که روزنامه نوایا گازتا چاپ بعدی خود را به دو زبان اوکراینی و روسی منتشر خواهد کرد. موراتوف، روزنامه‌نگار، میخائیل زیگار، کارگردان، ولادیمیر میرزویف و دیگران سندی را امضا کردند که بیان می‌کرد اوکراین تهدیدی برای روسیه نیست و از شهروندان روسیه می‌خواهند «به این جنگ نه بگویند». النا چرننکو، روزنامه‌نگار در کومرسانت، نامه‌ای سرگشاده و انتقادی را منتشر کرد که توسط ۱۷۰ روزنامه‌نگار و دانشگاهی امضا شده بود. نمایندهٔ دومای دولتی، میخائیل متویو، به طرح به‌رسمیت شناختن جمهوری‌های خلق دونتسک و لوهانسک رأی مثبت داد، اما بعد حمله روسیه به اوکراین را محکوم کرد. اعتراضات طرفداران اوکراین در چندین سفارتخانه روسیه در خارج از کشور، از جمله در ارمنستان، استرالیا، بلغارستان، بلژیک، آلمان، کانادا، گرجستان، مجارستان، ایسلند، ایرلند، ژاپن، قزاقستان، مولداوی، هلند، پرتغال، رومانی، اسلواکی، سوئد، تایوان، ترکیه، بریتانیا و ایالات متحده آمریکا رخ داد. در جمهوری چک، حدود سه‌هزار نفر در میدان واتسلاو پراگ اعتراض کردند.

### رفتارهای نژادپرستانه
موارد متعدد و گسترده‌ای از پوشش‌های خبری چالش‌برانگیز شده و سویه‌های پررنگی از نژادپرستی را در میان برخی از خبرنگاران و کارشناسان به همراه داشته است.

## نقض حقوق کودکان
بنا به گزارش برخی منابع، حکومت روسیه شبکه گسترده‌ای از اردوگاه‌ها را ایجاد کرده که هزاران کودک اوکراینی در آنجا نگه‌داری می‌شوند. بیشتر این کودکان با فریب یا زور و معمولاً بدون اطلاع خانواده‌شان از مناطق اشغال‌شده اوکراین به عنوان غنیمت جنگی به روسیه منتقل شده‌اند.

## یادداشت
1. 1 2  جمهوری خلق دونتسک و جمهوری خلق لوهانسک دولت‌های دست‌نشانده روسیه بودند که در ماه مه ۲۰۱۴ استقلال خود را از اوکراین اعلام کردند. چند ماه پس از آغاز تهاجم، روسیه در سپتامبر ۲۰۲۲ اعلام کرد که هر دو را به‌طور رسمی به‌عنوان جمهوری‌های روسیه ضمیمه کرده است.
2. ↑  در سال ۲۰۲۲، بلاروس به روسیه اجازه داد تا از قلمرو آن برای آغاز تهاجم[۱][۲][۳] و شلیک موشک به اوکراین[۴] استفاده کند.